# Jessen (Elster)
Jessen település Németországban, azon belül Szász-Anhalt tartományban. Lakosainak száma 13 966 fő (2023. december 31.). Jessen Zahna-Elster és Kemberg községekkel határos.

## Népesség
A település népességének változása:
| Lakosok száma | 14 174 | 14 104 | 14 150 | 14 158 | 13 966 |
|               | 2017   | 2019   | 2021   | 2022   | 2023   |